# Oxford Group
Oxford Group a fost o organizație creștină fondată de către misionarul creștin american dr. Frank Buchman. Dr. Buchman credea că rădăcina tuturor problemelor erau problemele personale generate de frică și egoism. În continuare, dr. Buchman credea că soluția pentru a face față fricii și egoismului individual era ca fiecare să-și supună propria viața în fața Planului lui Dumnezeu.
Buchman era un misionar luteran american de origine elvețiană, care s-a convertit în 1908 într-o capelă din Keswick, Anglia, unde a asistat la o predică decisivă ținută de Jessie Penn-Lewis în cursul Convenției Keswick din 1908. Ca urmare a acestei experiențe, el ar fi fondat în 1921 o mișcare numită A First Century Christian Fellowship. Prin 1931 frăția creștină a devenit cunoscută ca Oxford Group.:11–12, 52 Oxford Group s-a bucurat de o largă popularitate și succes, în special în anii 1930. În anul 1932 arhiepiscopul de Canterbury, Cosmo Lang, rezumând discuție purtată de Oxford Group cu episcopii săi diecezani, a spus: "Este un cadou de care biserica are în mod vădit nevoie." Doi ani mai târziu, William Temple, arhiepiscop de York, a adus un omagiu organizației Oxford Group care "este folosită pentru a demonstra puterea lui Dumnezeu de a schimba vieți și de a da mărturie personală asupra locului lor în adevărata ucenicie."
În 1938 Buchman a proclamat necesitatea de "re-înarmare morală" și fraza asta a devenit noul nume al mișcării. Buchman a condus MRA timp de 23 de ani până la moartea sa, în 1961. În 2001, mișcarea a fost redenumită Inițiative de Schimbare.

## Origine

### Keswick
Deși Frank Buchman a fost inițial luteran, el a fost profund influențat de mișcarea pentru o viață superioară a cărei contribuție puternică la evanghelizarea din Marea Britanie a fost Convenția Keswick. El a venit la convenția Keswick din 1908 cu speranța de a-l întâlni pe pastorul F. B. Meyer, unul din liderii marcanți ai convenției Keswick și unul dintre principalii susținători ai meditației tăcute ca un mijloc de a fi inspirat de Dumnezeu. Din păcate - sau din fericire - Meyer nu a fost prezent, iar Frank Buchman a ales să participe la predica lui Jessie Penn-Lewis, ceea ce a devenit o experiență care i-a schimbat viața.:30
Influența lui F. B. Meyer asupra lui Buchman a fost majoră. Meyer a publicat The Secret of Guidance în 1896. Unul dintre motto-urile sale a fost: "Să nu treacă nici o zi fără să aștepți în tăcere înaintea lui Dumnezeu." Meyer l-a antrenat personal pe Buchman în orientarea de zi cu zi.:36
Teologia convenției Keswick a fost, la acea vreme, sfințenia creștină cu ideea sa, derivată inițial din metodism, a celei de-a doua lucrări a harului care ar permite "sfințirea deplină": Creștinii care trăiesc în strânsă unire cu Hristos ar putea rămâne liberi de păcat prin Duhul Sfânt. Buchman a afirmat că "natura umană se poate schimba". Standardele morale absolute țin de Sfințenie, chiar dacă formula utilizată de Buchman a fost formulată anterior de către misionarul prezbiterian american Robert Elliott Speer.

### Numele
Numele de "Oxford Group" a apărut în Africa de Sud în 1929, după ce un ușier de cale ferată a scris acest nume pe ferestrele acelor compartimente rezervate echipei formate din adepții lui Frank Buchman. Ei erau de la Oxford și se aflau în Africa de Sud pentru a promova mișcarea. Presa din Africa de Sud a accentuat acest nume și l-a păstrat.:52–53 El s-a datorat faptului că multe dintre campaniile Oxford Group au fost sprijinite de studenții și personalul academic de la Universitatea Oxford. Și în fiecare an, între 1930 și 1937, au avut loc festivități ale mișcării la Universitate. În vara anului 1933, de exemplu, au sosit 5.000 de oaspeți pentru o parte de un eveniment la care au participat șase colegii și a durat șaptesprezece zile. Aproape 1.000 dintre ei erau clerici, inclusiv doisprezece episcopi. În iunie 1939 Oxford Group s-a constituit legal.

## Convingeri

### Practici spirituale
Pentru renașterea spirituală a adepților, Oxford Group a susținut patru practici prezentate mai jos::9
1. Împărtășirea păcatelor și ispitelor noastre cu alți creștini.
2. Supunerea vieții noastre trecute, prezente și viitoare voinței și conducerii lui Dumnezeu.
3. Compensarea tuturor celor față de care am greșit în mod direct sau indirect.
4. Ascultarea sfaturilor lui Dumnezeu și îndeplinirea lor.

## Metode

### Literatura Oxford Group
O parte din bibliografia Oxford Group este disponibilă on-line: For Sinners Only de Arthur James Russell a fost descrisă ca "biblia" Oxford Group. Soul Surgery de H. A. Walter, What is the Oxford Grup de Layman with a Notebook și Eight Points of the Oxford Group de C. Irving Benson.

## Istoric

### Campanii prin Europa
Oxford Group a realizat campanii în multe țări europene. În anul 1934 o echipa de 30 de membri a vizitat Norvegia, la invitația lui Carl Hambro, președinte al Parlamentului Norvegian. 14.000 de oameni s-au înghesuit la trei ședințe într-una dintre cele mai mari săli din Oslo, și au fost nenumărate alte reuniuni în întreaga țară. La sfârșitul acelui an cotidianul Tidens Tegn din Oslo a comentat în numărul său de Crăciun, "O mână de străini, care nici nu știu limba noastră și nici nu au înțeles obiceiurile noastre, a venit în țară. Câteva zile mai târziu, întreaga țară vorbea despre Dumnezeu și la două luni după ce au sosit treizeci de străini perpectiva mentală din întreaga țară s-a schimbat." Pe 22 aprilie 1945, episcopul Fjellbu, episcop de Trondheim, a predicat în biserica St Martin-in-the-Fields din Londra. "Aș vrea să spun public", a spus el, "că bazele rezistenței unite a clerului norvegian la adresa nazismului au fost stabilite prin activitatea desfășurată de Oxford Group.":232
Situații similare au avut loc în Danemarca, unde primatul țării, episcopul Fuglsang-Damgaard, episcopul de la Copenhaga, a declarat că Oxford Group "mi-a deschis ochii față de darul lui Dumnezeu care este frăția creștină, și față de ceea ce am experimentat în acest grup, căruia îi aparțin acum".:78 Când naziștii au invadat Danemarca, episcopul Fuglsang-Damgaard a fost trimis într-un lagăr de concentrare. Înainte de încarcerare el i-a transmis un mesaj lui Buchman spunând că prin Oxford Group a găsit un spirit pe care naziștii nu l-ar putea distruge și că el a mers fără frică.

### Prezența în SUA
Prin 1936, organizația a ajuns deja în atenția națională prin intermediul mass-mediei și a Hollywood-ului.

### Încercarea de a ajunge la liderii naziști
În anii 1930 Oxford Group a avut un număr substanțial de adepți în Germania. Ei au urmărit ascensiunea Partidului Național-Socialist cu atenție, așa cum au făcut peste tot în Europa și America. Buchman păstra o legătură strânsă cu colegii germani și s-a simțit obligat să încerce să ajungă la liderii naziști din Germania și să-i aducă la o nouă abordare politică.
Buchman a fost convins că, fără o schimbare în inima regimului național-socialist războiul mondial ar putea deveni inevitabil. De asemenea, el credea că orice persoană, inclusiv liderii Germaniei, puteau să-și găsească o credință creștină vie cu un angajament de a urma valorile morale ale lui Hristos.:233–237
El a încercat să se întâlnească cu Hitler, dar nu a reușit. S-a întâlnit cu Himmler de trei ori la cererea lui Moni von Crammon, un adept al Oxford Group, ultima dată în 1936. La câteva ore după ultima întrevedere el i-a spus unui prieten danez ce era jurnalist că ușile erau acum închise. "Germania a intrat sub dominația unei puteri demonice teribile. O contrareacție este absolut necesară."
Studierea documentelor Gestapo a relevat că naziștii au urmărit Oxford Group cu suspiciune încă din 1934. Un prim raport secret detaliat al Gestapo despre Mișcarea Oxford Group a fost publicat în noiembrie 1936, avertizând că mișcarea s-a transformat într-un adversar periculos al Național-Socialismului'. De asemenea, naziștii au clasificat varianta stalinistă a bolșevismului, precum și grupurile de dreapta nenaziste precum Acțiunea Catolică ca fiind la fel de periculoase pentru nazism.
În timpul războiului, adepții Oxford Group din Germania s-au împărțit în trei părți. Unii s-au supus cererii lui Himmler de a întrerupe toate legăturile cu Buchman și cu adepții Oxford Group din străinătate. Cea mai mare parte a grupului și-a continuat activitatea de a aduce oamenilor schimbări creștine sub un nume diferit, Arbeitsgemeinschaft für Seelsorge (Echipa de lucru pentru Îngrijirea Sufletelor), fără a fi implicat în politică și aflat mereu sub supraveghere. Un al treilea grup s-a alăturat opoziției active. Ginerele lui Moni Von Crammon a fost unul dintre cei executați alături de Adam von Trott zu Solz. Ei au fost executați la ordinele lui Hitler după atentatul de la 20 iulie 1944.